# Club Deportivo Unión Deportiva El Tránsito
Le Club Deportivo Unión Deportiva El Tránsito, couramment abrégé en CD UDET, est un club de football salvadorien basé à El Tránsito, dans le département de San Miguel.

## Histoire
Le club est fondé en 1951 par César Angulo, tailleur de profession, Felipe Santos, premier président du club, Carlos Morales et Hernán González. 
Le club évolue à plusieurs reprises en deuxième division du championnat du Salvador, lors des années 2000, 2003, 2004, 2005 et 2006.